# Lissocricus ecuadorae
Lissocricus ecuadorae är en mångfotingart som beskrevs av Chamberlin 1955. Lissocricus ecuadorae ingår i släktet Lissocricus och familjen Rhinocricidae. Inga underarter finns listade i Catalogue of Life.